# Horní Lideč
Horní Lideč (en allemand : Ober Litsch) est une commune du district de Vsetín, dans la région de Zlín, en Tchéquie. Sa population s'élevait à 1 370 habitants en 2020.

## Géographie
Horní Lideč est arrosée par la Senice et se trouve à 19 km au sud-sud-est de Vsetín, à 30 km à l'est-sud-est de Zlín, à 106 km à l'est de Brno et à 280 km à l'est-sud-est de Prague.
La commune est limitée par Lidečko au nord, par Francova Lhota et Střelná à l'est, par Študlov, Valašské Příkazy et Poteč au sud, et par Lačnov à l'ouest.

## Histoire
La première mention écrite du village date de 1518.

## Économie
Horní Lideč est un important carrefour routier et ferroviaire entre la Moravie et la Slovaquie.